# Wim Rijsbergen
Wim Rijsbergen (Leiden, 1952. január 18. –) 28-szoros holland válogatott, kétszeres világbajnoki ezüstérmes labdarúgó, hátvéd, edző.

## Pályafutása

### Klubcsapatban
A VV Roodenburg csapatában kezdte a labdarúgást. 1970-ben a PEC Zwolle csapatában mutatkozott be a holland élvonalban. 1971 és 1978 között a Feyenoord játékosa volt.
Az 1978–79-es idényben a francia SC Bastia együttesében szerepelt. 1979 és 1983 az amerikai New York Cosmos csapatában játszott. Az Egyesült Államokból hazatérve először a Helmond Sport, majd az FC Utrecht játékosa volt. 1986-ban itt fejezte be az aktív labdarúgást.

### A válogatottban
1974 és 1978 között 28 alkalommal szerepelt a holland válogatottban és egy gólt szerzett. Két világbajnokságon vett részt (1974, 1978). Mindkét alkalommal tagja volt az ezüstérmes csapatnak. 1976-ban a jugoszláviai Európa-bajnokságon bronzérmet szerzett a holland válogatottal.

### Edzőként
Edzői pályafutását, 1986-ban az Ajax ifjúsági csapatánál kezdte. Két év múlva a DS ’79 ifjúsági csapatánál dolgozott egy idényen keresztül. 1989 és 1991 között nevelő egyesületénél, a VV Roodenburgnál dolgozott vezetőedzőként. 1991 és 1998 között a következő négy holland csapatnál tevékenykedett: DWS, FC Volendam, NAC Breda és FC Groningen.

## Sikerei, díjai

### Játékosként
- Világbajnokság
  - ezüstérmes: 1974 – NSZK, 1978 - Argentína
- Európa-bajnokság
  - bronzérmes: 1976 – Jugoszlávia
- Holland bajnokság
  - bajnok: 1973–74
- UEFA-kupa
  - győztes: 1973–74

## Statisztika

### Mérkőzései a holland válogatottban
| Hollandia | Hollandia           | Hollandia                                  | Hollandia      | Hollandia | Hollandia      | Hollandia      | Hollandia | Hollandia |
| #         | Dátum               | Helyszín                                   | Hazai          | Eredmény  | Vendég         | Kiírás         | Gólok     | Esemény   |
| --------- | ------------------- | ------------------------------------------ | -------------- | --------- | -------------- | -------------- | --------- | --------- |
| 1.        | 1974. június 5.     | Rotterdam, Feijenoord Stadion              | Hollandia      | 0 – 0     | Románia        | barátságos     | -         | 46'       |
| 2.        | 1974. június 15.    | Hannover, Niedersachsenstadion (FRG)       | Uruguay        | 0 – 2     | Hollandia      | vb-csoportkör  | -         |           |
| 3.        | 1974. június 19.    | Dortmund, Westfalenstadion (FRG)           | Hollandia      | 0 – 0     | Svédország     | vb-csoportkör  | -         |           |
| 4.        | 1974. június 23.    | Dortmund, Westfalenstadion (FRG)           | Bulgária       | 1 – 4     | Hollandia      | vb-csoportkör  | -         |           |
| 5.        | 1974. június 26.    | Gelsenkirchen, Parkstadion (FRG)           | Argentína      | 0 – 4     | Hollandia      | vb-középdöntő  | -         |           |
| 6.        | 1974. június 30.    | Gelsenkirchen, Parkstadion (FRG)           | NDK            | 0 – 2     | Hollandia      | vb-középdöntő  | -         |           |
| 7.        | 1974. július 3.     | Dortmund, Westfalenstadion (FRG)           | Brazília       | 0 – 2     | Hollandia      | vb-középdöntő  | -         |           |
| 8.        | 1974. július 7.     | München, Olimpiai Stadion                  | NSZK           | 2 – 1     | Hollandia      | vb-döntő       | -         | 69'       |
| 9.        | 1974. november 20.  | Rotterdam, Feijenoord Stadion              | Hollandia      | 3 – 1     | Olaszország    | Eb-selejtező   | -         |           |
| 10.       | 1975. április 30.   | Antwerpen, Bosuilstadion                   | Belgium        | 1 – 0     | Hollandia      | barátságos     | -         |           |
| 11.       | 1975. május 17.     | Frankfurt, Waldstadion                     | NSZK           | 1 – 1     | Hollandia      | barátságos     | -         |           |
| 12.       | 1975. május 31.     | Belgrád, JNA Stadion                       | Jugoszlávia    | 3 – 0     | Hollandia      | barátságos     | -         |           |
| 13.       | 1976. április 25.   | Rotterdam, Feijenoord Stadion              | Hollandia      | 5 – 0     | Belgium        | Eb-negyeddöntő | 1         | 17'       |
| 14.       | 1976. május 22.     | Brüsszel, Heysel Stadion                   | Belgium        | 1 – 2     | Hollandia      | Eb-negyeddöntő | -         |           |
| 15.       | 1976. június 16.    | Zágráb, Maksimir Stadion (YUG)             | Csehszlovákia  | 3 – 1     | Hollandia      | Eb-elődöntő    | -         | 37'       |
| 16.       | 1976. szeptember 8. | Reykjavík, Laugardalsvöllur                | Izland         | 0 – 1     | Hollandia      | vb-selejtező   | -         |           |
| 17.       | 1976. október 13.   | Rotterdam, Feijenoord Stadion              | Hollandia      | 2 – 2     | Észak-Írország | vb-selejtező   | -         |           |
| 18.       | 1977. február 9.    | London, Wembley Stadion                    | Anglia         | 0 – 2     | Hollandia      | barátságos     | -         |           |
| 19.       | 1977. március 26.   | Antwerpen, Bosuilstadion                   | Belgium        | 0 – 2     | Hollandia      | vb-selejtező   | -         |           |
| 20.       | 1977. augusztus 31. | Nijmegen, Goffertstadion                   | Hollandia      | 4 – 1     | Izland         | vb-selejtező   | -         | 65'       |
| 21.       | 1977. október 5.    | Rotterdam, Feijenoord Stadion              | Hollandia      | 0 – 0     | Szovjetunió    | barátságos     | -         |           |
| 22.       | 1977. október 12.   | Belfast, Windsor Park                      | Észak-Írország | 0 – 1     | Hollandia      | vb-selejtező   | -         | 50'       |
| 23.       | 1978. február 22.   | Ramat Gan, Nemzeti Stadion                 | Izrael         | 1 – 2     | Hollandia      | barátságos     | -         |           |
| 24.       | 1978. április 5.    | Tunisz, Stade El Menzah                    | Tunézia        | 0 – 4     | Hollandia      | barátságos     | -         | 46'       |
| 25.       | 1978. május 20.     | Bécs, Práter Stadion                       | Ausztria       | 0 – 1     | Hollandia      | barátságos     | -         |           |
| 26.       | 1978. június 3.     | Mendoza, Estadio Malvinas Argentinas (ARG) | Irán           | 0 – 3     | Hollandia      | vb-csoportkör  | -         |           |
| 27.       | 1978. június 7.     | Mendoza, Estadio Malvinas Argentinas (ARG) | Peru           | 0 – 0     | Hollandia      | vb-csoportkör  | -         |           |
| 28.       | 1978. június 11.    | Mendoza, Estadio Malvinas Argentinas (ARG) | Hollandia      | 2 – 3     | Skócia         | vb-csoportkör  | -         | 44'       |
|           | Összesen            |                                            |                | 28        | mérkőzés       |                | 1         | gól       |